# Khorol
Pour les articles homonymes, voir Khorol (homonymie).
Khorol (en ukrainien et en russe : Хорол) est une ville de l'oblast de Poltava, en Ukraine. Sa population s'élevait à 13 265 habitants en 2016.

## Géographie
Khorol est arrosée par la rivière Khorol, un affluent droit de la Psel, dans le bassin hydrographique du Dniepr. Elle est située à 94 km à l'ouest-nord-ouest de Poltava et à 210 km au sud-est de Kiev

## Histoire
La fondation de Khorol remonte à l'époque de la Rus' de Kiev, probablement sous le grand-duc Vladimir II Monomaque. Khorol est mentionné dans un acte de 1083. La localité fait alors partie d'une chaîne de fortifications le long des rivières Soula, Khorol, Psel et Vorskla, protégeant le royaume contre les attaques venant de la zone des steppes. Des affrontements violents ont lieu en 1107, 1111, 1185 et 1215. De cette époque datent les vestiges des casernes. Khorol disposait également de nombreux souterrains, que les habitants utilisaient pour se protéger lors des attaques.
En 1362, la ville fait partie du grand-duché de Lituanie. L'union de Lublin, en 1569, la place sous la domination de la république des Deux Nations. En 1638, elle compte 1 297 habitants. Khorol obtient le statut de ville en 1781 et fait partie du gouvernement de Kiev. En 1790 est construite l'église Nikolaïev, qui est l'une des rares églises de la région à avoir survécu à l'époque soviétique. En 1795, Khorol est rattachée à la province de Iekaterinoslav, puis en 1802 au gouvernement de Poltava.
Au cours du XIXe siècle, la population juive de Khorol augmente fortement. En 1847, 78 Juifs seulement vivent dans la ville. Cinquante ans plus tard, ils sont 2 056, soit 25,5 pour cent de la population totale, qui s'élève à 7 997 habitants au recensement de 1897, dont 61,4 pour cent d'Ukrainiens, 7,2 pour cent de Russes et 2,4 pour cent de Polonais.
Dans la première moitié du XXe siècle, la population de Khorol connaît des temps difficiles avec la famine dans les années 1930 et la Seconde Guerre mondiale. Elle est occupée par l'Allemagne nazie du 13 septembre 1941 au 18-23 septembre 1943. Pendant l'occupation, une grande partie de la population juive perdit la vie. Près de la ville, se trouvait l'un des nombreux camps de concentration des territoires occupés de l'Est. Après la guerre, la ville connut une période de stagnation, et entre 1959 et 1970, la population a même diminué. Elle a ensuite repris sa croissance, avant de connaître une diminution de plus de dix pour cent après la dislocation de l'Union soviétique.

## Population
Recensements (*) ou estimations de la population :
| 1897* | 1923*  | 1926*  | 1939*  | 1959*  | 1970*  | 1979*  |
| ----- | ------ | ------ | ------ | ------ | ------ | ------ |
| 7 997 | 10 892 | 10 276 | 10 899 | 12 357 | 11 379 | 13 035 |

| 1989*  | 2001*  | 2012   | 2013   | 2014   | 2015   | 2016   |
| ------ | ------ | ------ | ------ | ------ | ------ | ------ |
| 16 492 | 14 753 | 13 631 | 13 593 | 13 532 | 13 427 | 13 265 |

| 2017   | 2018   | 2019   | 2020   | 2021   | - | - |
| ------ | ------ | ------ | ------ | ------ | - | - |
| 13 160 | 13 056 | 12 950 | 12 839 | 12 720 | - | - |

## Galerie d'images

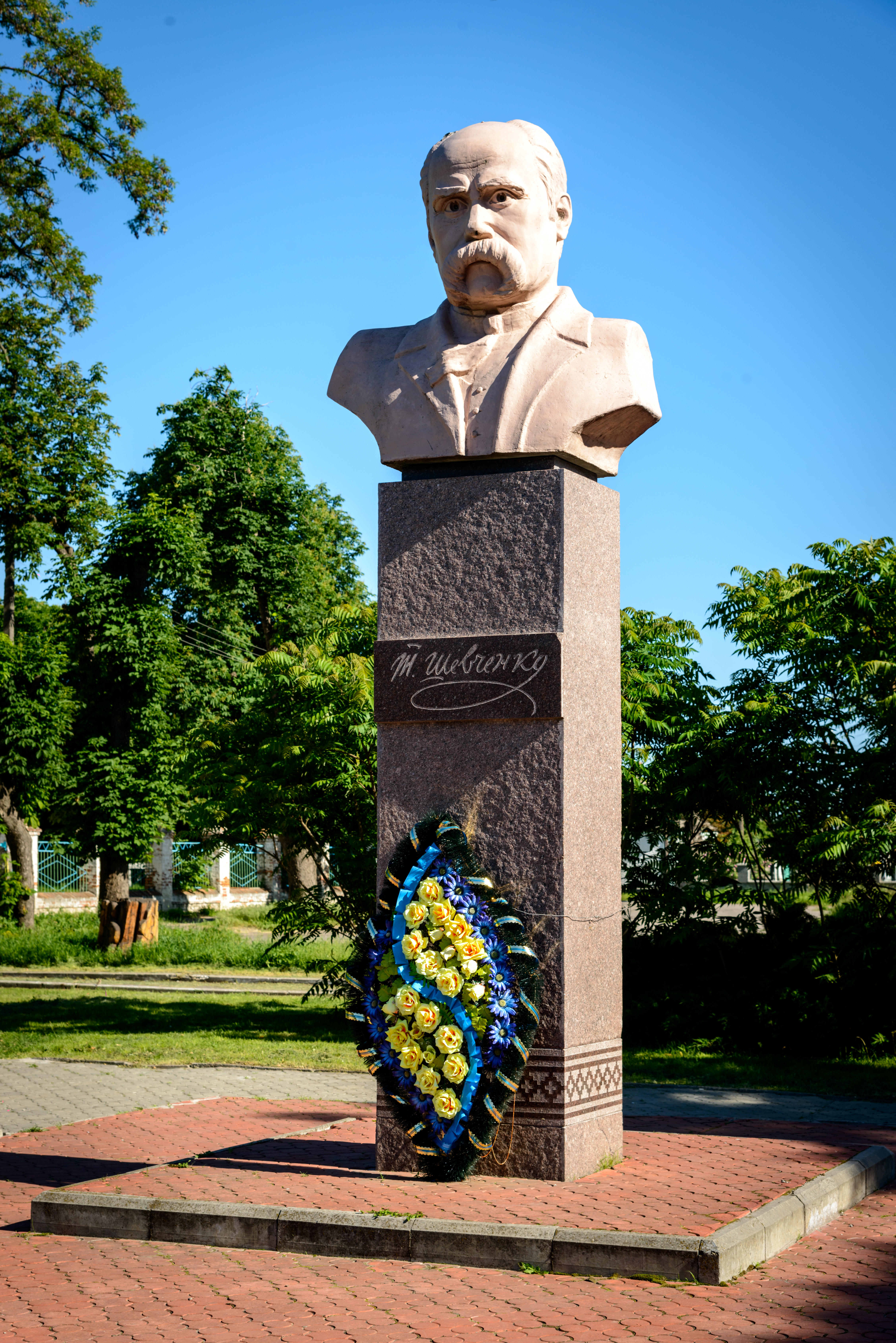
Monument à Taras Chevtchenko.
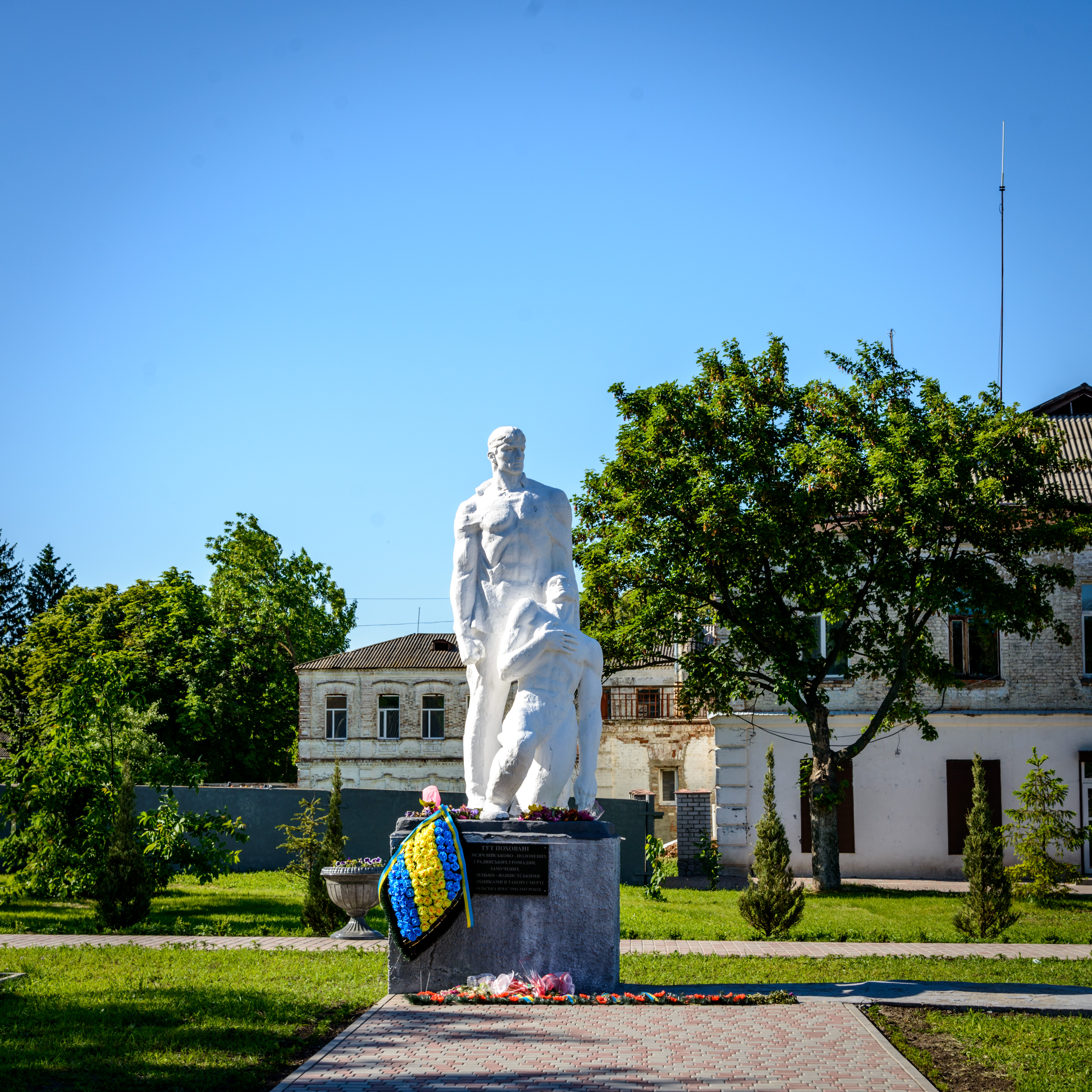
Monument aux victimes du nazisme.
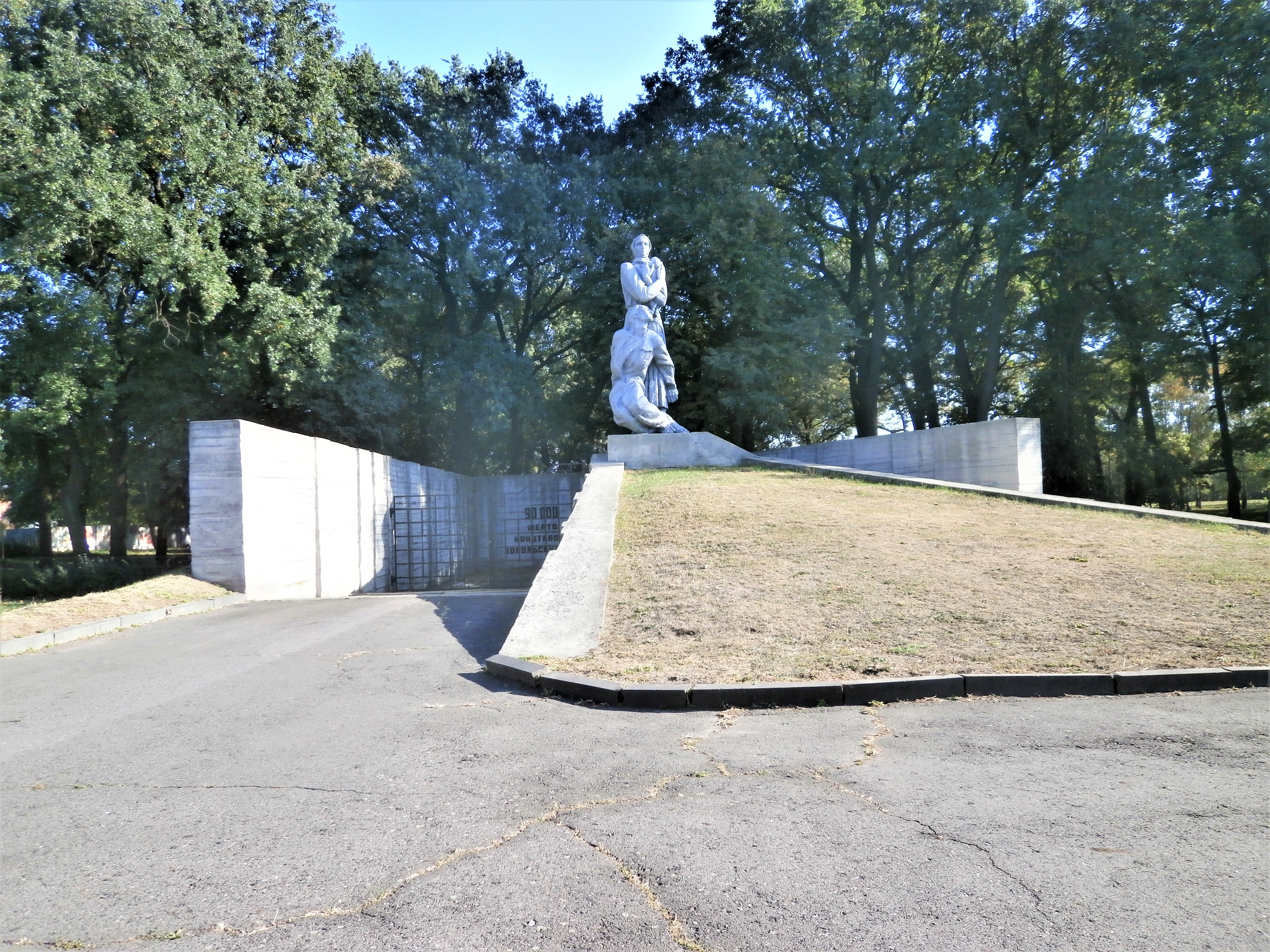
Monument aux victimes du camp de concentration de Khorol Yama.

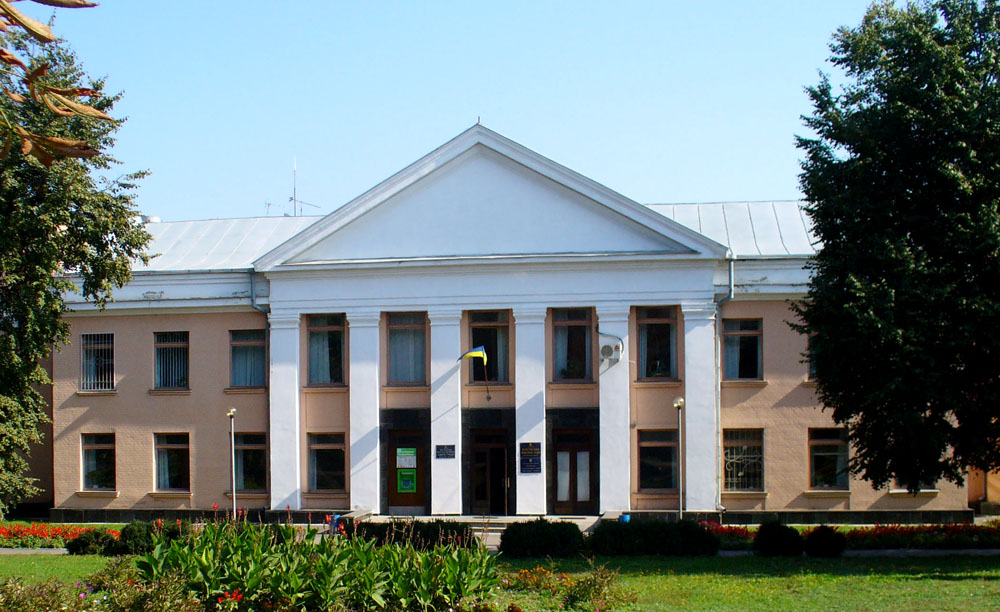
Khorol : hôtel de ville.
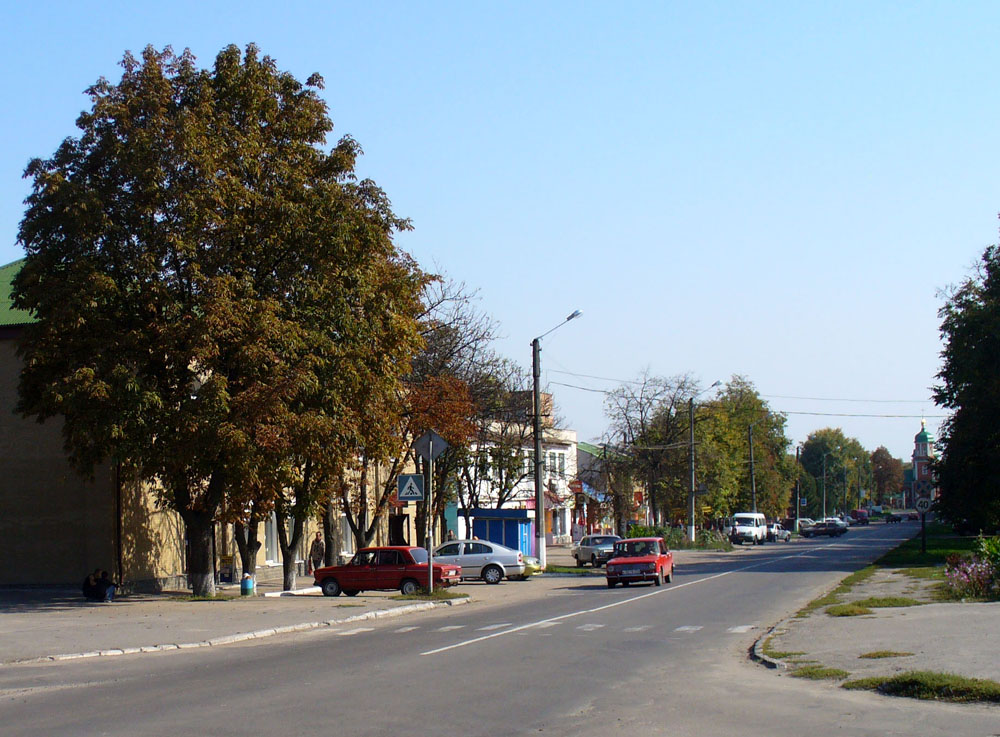
Khorol : rue Lénine.

## Transports
Par la route, Khorol se trouve à 39 km de Myrhorod, à 106 km de Poltava et à 237 km de Kiev. 